# Godus
Godus est un jeu vidéo de type god game. Il est réalisé par Peter Molyneux et la société indépendante 22Cans. Le projet a levé plus de 730 000 dollars sur la plateforme Kickstarter en 2012. Une version bêta est sortie en septembre 2013. Le jeu sort sur les appareils iOS (iPhone et iPad), le 8 août 2014 en version freemium  avec achats intégrés.
Peter Molyneux qualifie Godus de successeur spirituel de Populous.

## Système de jeu
Le joueur commence par sauver un homme et une femme de la noyade. Une fois que le joueur les aura conduits à la "Terre promise", ils s'installeront et construiront une tente. Ils "élèveront" un ouvrier, qui construira une autre tente pour y vivre. En utilisant cette stratégie, le joueur explorera le monde et améliorera la population à travers les âges. La principale caractéristique de ce jeu est que le joueur est capable de redéfinir les niveaux de terrain à sa guise. Différents niveaux ont besoin de plus de "croyance" que d'habitude. Le joueur pourra explorer au moins un autre monde après avoir trouvé un certain navire et réuni suffisamment de ressources pour le réparer. Vous devrez construire plus de logements et, à mesure que vous le ferez, la population qui "vénère" vous sera augmentée. À mesure que la population grandit, vous recevrez des cartes qui vous donneront accès à davantage de "pouvoirs" et accorderont de nouvelles capacités et de nouveaux comportements à vos abonnés.

## Développement
Godus est le successeur spirituel de Populous, la première création de Molyneux, et s’inspire de ses autres titres: Dungeon Keeper et Black & White. Molyneux a quitté son poste chez Microsoft en mars 2012 pour fonder 22Cans. Avec une équipe de 20 personnes, le studio a lancé son premier jeu, Curiosity – What’s inside the cube?, le 6 novembre 2012 et a commencé à travailler sur Godus.
La société a lancé une campagne Kickstarter pour aider à financer les coûts de production du jeu. Cette campagne a atteint son objectif de financement de 450 000 GB (soit environ 500 000 €) le 20 décembre 2012. Des paliers de financement plus élevés était disponible et étaient orientées vers des objectifs plus ambitieux, tel que l'ajout de fonctionnalités au jeu, davantage de modes solo, un mode coopératif et un support supplémentaire pour Linux et la plateforme Ouya. À la fin de la campagne, 526 563 £ ont été collectés et cinq des six objectifs ont été atteints, sans atteindre l'objectif de soutien d'Ouya. Le 13 septembre 2013, Godus a été publié sur l'accès anticipé de Steam.
Une version freemium iOS du jeu est sortie le 7 août 2014 et la version Android, le 27 novembre 2014.
En février 2015, 22Cans a basculé vers un autre titre, The Trail, et l’équipe de développement de Godus a reconnu qu'elle « ne peut tout simplement pas nous offrir toutes les fonctionnalités promises sur la page Kickstarter ». En raison de l'abandon apparent du projet par Molyneux, de nombreux fans ont demandé des remboursements. En outre, les fans citent fréquemment des "traitements honteux" et des mensonges flagrants en association avec Godus et, par extension, Molyneux.
En février 2016, 22Cans a publié un nouveau jeu, intitulé Godus Wars, qui intègre un mode de stratégie en temps réel axé sur le combat, mais le jeu original Godus est toujours un monde autonome, distinct du nouveau jeu.